# Cléry-en-Vexin
 Cléry-en-Vexin  es una población y comuna francesa, en la región de Isla de Francia, departamento de Valle del Oise, en el distrito de Pontoise y cantón de Vigny.

## Demografía
| 217 | 226 | 229 | 225 | 356 | 411 |
| Para los censos de 1962 a 1999 la población legal corresponde a la población sin duplicidades (Fuente: INSEE [Consultar]) |     |     |     |     |     |